# GL Близнецов
GL Близнецов (лат. GL Geminorum) — одиночная переменная звезда в созвездии Близнецов на расстоянии (вычисленном из значения параллакса) приблизительно 3 804 световых лет (около 1 166 парсек) от Солнца. Видимая звёздная величина звезды — от +13,1m до +12,4m.

## Характеристики
GL Близнецов — красная пульсирующая медленная неправильная переменная звезда (LB) спектрального класса M7. Эффективная температура — около 3284 К.